# Grand Prix Formule 1 van de Verenigde Staten 2023
De Grand Prix Formule 1 van de Verenigde Staten 2023 werd verreden op 22 oktober op het Circuit of the Americas in Austin. Het was de achttiende race van het seizoen.
De Grand Prix van de Verenigde Staten was de vijfde van zes GP-weekeinden in dit seizoen waarin een "sprint" gehouden werd. Een "sprint" is bijna hetzelfde als een normale race, met als groot verschil dat de wedstrijd minder lang duurt. De afstand van de sprintrace bedraagt circa 100 kilometer, de wedstrijd is daardoor van korte duur (ongeveer 30 minuten).
Het Grand Prix-weekend begon op vrijdag met de eerste vrije training van zestig minuten, daarna volgde de kwalificatie. De uitslag van deze kwalificatie bepaalde de startopstelling van de hoofdrace op zondag (inclusief mogelijke gridstraffen) en bepaalde tevens welke coureur de "poleposition" toegekend kreeg.
Op zaterdagmorgen werd een tweede korte kwalificatiesessie (Sprint Shootout) gehouden die de startopstelling van de "sprint" bepaalde, waarna in de middag de "sprint" werd gereden. 
Op zondag werd de hoofdrace gereden over een "normale" Grand Prix afstand (circa 300 kilometer) en de teams hadden een vrije bandenkeuze.
Daniel Ricciardo kon door herstel van een gebroken middenhandsbeentje de voorgaande vijf races niet in de AlphaTauri plaatsnemen. Hij keerde weer terug waardoor Liam Lawson weer in de Super Formula in Japan kon gaan racen.

## Vrije training
- Enkel de top vijf wordt weergegeven.

| Pos. | Nr. | Coureur         | Constructeur               | Tijd     |
| ---- | --- | --------------- | -------------------------- | -------- |
| 1    | 1   | Max Verstappen  | Red Bull Racing-Honda RBPT | 1:35.912 |
| 2    | 16  | Charles Leclerc | Ferrari                    | 1:36.068 |
| 3    | 44  | Lewis Hamilton  | Mercedes                   | 1:36.193 |
| 4    | 11  | Sergio Pérez    | Red Bull Racing-Honda RBPT | 1:36.212 |
| 5    | 20  | Kevin Magnussen | Haas-Ferrari               | 1:36.472 |

## Kwalificatie
Charles Leclerc behaalde de eenentwintigste pole position in zijn carrière doordat Max Verstappen zijn snelste tijd van 1:34.718 kwijtraakte door het buiten de baan rijden.
| Pos.                   | Nr. | Coureur          | Constructeur               | Kwalificatietijden | Kwalificatietijden | Kwalificatietijden | Grid   |
| Pos.                   | Nr. | Coureur          | Constructeur               | Q1                 | Q2                 | Q3                 | Grid   |
| ---------------------- | --- | ---------------- | -------------------------- | ------------------ | ------------------ | ------------------ | ------ |
| 1                      | 16  | Charles Leclerc  | Ferrari                    | 1:36.061           | 1:35.004           | 1:34.723           | 1      |
| 2                      | 4   | Lando Norris     | McLaren-Mercedes           | 1:35.110           | 1:35.441           | 1:34.853           | 2      |
| 3                      | 44  | Lewis Hamilton   | Mercedes                   | 1:35.091           | 1:35.240           | 1:34.862           | 3      |
| 4                      | 55  | Carlos Sainz jr. | Ferrari                    | 1:35.824           | 1:35.302           | 1:34.945           | 4      |
| 5                      | 63  | George Russell   | Mercedes                   | 1:36.165           | 1:35.606           | 1:35.079           | 5      |
| 6                      | 1   | Max Verstappen   | Red Bull Racing-Honda RBPT | 1:35.346           | 1:35.008           | 1:35.081           | 6      |
| 7                      | 10  | Pierre Gasly     | Alpine-Renault             | 1:36.158           | 1:35.496           | 1:35.089           | 7      |
| 8                      | 31  | Esteban Ocon     | Alpine-Renault             | 1:36.131           | 1:35.413           | 1:35.154           | 8      |
| 9                      | 11  | Sergio Pérez     | Red Bull Racing-Honda RBPT | 1:35.989           | 1:35.679           | 1:35.173           | 9      |
| 10                     | 81  | Oscar Piastri    | McLaren-Mercedes           | 1:36.064           | 1:35.576           | 1:35.467           | 10     |
| 11                     | 22  | Yuki Tsunoda     | AlphaTauri-Honda RBPT      | 1:35.913           | 1:35.697           |                    | 11     |
| 12                     | 24  | Zhou Guanyu      | Alfa Romeo-Ferrari         | 1:36.052           | 1:35.698           |                    | 12     |
| 13                     | 77  | Valtteri Bottas  | Alfa Romeo-Ferrari         | 1:36.082           | 1:35.858           |                    | 13     |
| 14                     | 20  | Kevin Magnussen  | Haas-Ferrari               | 1:36.009           | 1:35.880           |                    | Pit *1 |
| 15                     | 3   | Daniel Ricciardo | AlphaTauri-Honda RBPT      | 1:36.213           | 1:35.974           |                    | 14     |
| 16                     | 27  | Nico Hülkenberg  | Haas-Ferrari               | 1:36.235           |                    |                    | Pit *2 |
| 17                     | 14  | Fernando Alonso  | Aston Martin-Mercedes      | 1:36.268           |                    |                    | Pit *3 |
| 18                     | 23  | Alexander Albon  | Williams-Mercedes          | 1:36.315           |                    |                    | 15     |
| 19                     | 18  | Lance Stroll     | Aston Martin-Mercedes      | 1:36.589           |                    |                    | Pit *4 |
| 20                     | 2   | Logan Sargeant   | Williams-Mercedes          | 1:36.827           |                    |                    | 16     |
| Q1 107% tijd: 1:41.747 |     |                  |                            |                    |                    |                    |        |

*1 Kevin Magnussen moest vanuit de pit starten omdat er onder parc fermé condities aan zijn wagen gewerkt werd.

*2 Nico Hülkenberg moest vanuit de pit starten omdat er onder parc fermé condities aan zijn wagen gewerkt werd.

*3 Fernando Alonso moest vanuit de pit starten omdat er onder parc fermé condities aan zijn wagen gewerkt werd.

*4 Lance Stroll moest vanuit de pit starten omdat er onder parc fermé condities aan zijn wagen gewerkt werd.

## Sprintkwalificatie
| Pos.                    | Nr. | Coureur          | Constructeur               | Kwalificatietijden | Kwalificatietijden | Kwalificatietijden | Grid |
| Pos.                    | Nr. | Coureur          | Constructeur               | SQ1                | SQ2                | SQ3                | Grid |
| ----------------------- | --- | ---------------- | -------------------------- | ------------------ | ------------------ | ------------------ | ---- |
| 1                       | 1   | Max Verstappen   | Red Bull Racing-Honda RBPT | 1:35.997           | 1:35.181           | 1:34.538           | 1    |
| 2                       | 16  | Charles Leclerc  | Ferrari                    | 1:35.999           | 1:35.386           | 1:34.593           | 2    |
| 3                       | 44  | Lewis Hamilton   | Mercedes                   | 1:36.393           | 1:35.887           | 1:34.607           | 3    |
| 4                       | 4   | Lando Norris     | McLaren-Mercedes           | 1:36.499           | 1:35.594           | 1:34.639           | 4    |
| 5                       | 81  | Oscar Piastri    | McLaren-Mercedes           | 1:36.703           | 1:35.753           | 1:34.894           | 5    |
| 6                       | 55  | Carlos Sainz jr. | Ferrari                    | 1:36.268           | 1:35.542           | 1:34.939           | 6    |
| 7                       | 11  | Sergio Pérez     | Red Bull Racing-Honda RBPT | 1:36.347           | 1:35.718           | 1:35.041           | 7    |
| 8                       | 63  | George Russell   | Mercedes                   | 1:36.281           | 1:35.847           | 1:35.199           | 11*1 |
| 9                       | 23  | Alexander Albon  | Williams-Mercedes          | 1:36.230           | 1:35.947           | 1:35.366           | 8    |
| 10                      | 10  | Pierre Gasly     | Alpine-Renault             | 1:36.595           | 1:35.785           | 1:35.897           | 9    |
| 11                      | 3   | Daniel Ricciardo | AlphaTauri-Honda RBPT      | 1:36.737           | 1:35.978           |                    | 10   |
| 12                      | 14  | Fernando Alonso  | Aston Martin-Mercedes      | 1:36.365           | 1:36.087           |                    | 12   |
| 13                      | 31  | Esteban Ocon     | Alpine-Renault             | 1:36.372           | 1:36.137           |                    | 13   |
| 14                      | 18  | Lance Stroll     | Aston Martin-Mercedes      | 1:36.575           | 1:36.181           |                    | 14   |
| 15                      | 24  | Zhou Guanyu      | Alfa Romeo-Ferrari         | 1:36.554           | 1:36.182           |                    | 15   |
| 16                      | 27  | Nico Hülkenberg  | Haas-Ferrari               | 1:36.749           |                    |                    | 16   |
| 17                      | 20  | Kevin Magnussen  | Haas-Ferrari               | 1:36.922           |                    |                    | 17   |
| 18                      | 77  | Valtteri Bottas  | Alfa Romeo-Ferrari         | 1:36.922           |                    |                    | 18   |
| 19                      | 22  | Yuki Tsunoda     | AlphaTauri-Honda RBPT      | 1:36.945           |                    |                    | 19   |
| 20                      | 2   | Logan Sargeant   | Williams-Mercedes          | 1:37.186           |                    |                    | 20   |
| SQ1 107% tijd: 1:42.717 |     |                  |                            |                    |                    |                    |      |

*1 George Russell kreeg een gridstraf van drie plaatsen omdat hij Charles Leclerc hinderde tijdens de sprintkwalificatie.

## Sprint
Max Verstappen won voor de zesde keer in zijn carrière een sprint.
| Pos.               | Nr. | Coureur          | Constructeur               | Rondes | Tijd / Oorzaak Uitval | Grid | Punten |
| ------------------ | --- | ---------------- | -------------------------- | ------ | --------------------- | ---- | ------ |
| 1                  | 1   | Max Verstappen   | Red Bull Racing-Honda RBPT | 19     | 31:30.849             | 1    | 8S     |
| 2                  | 44  | Lewis Hamilton   | Mercedes                   | 19     | +9.465                | 3    | 7      |
| 3                  | 16  | Charles Leclerc  | Ferrari                    | 19     | +17.987               | 2    | 6      |
| 4                  | 4   | Lando Norris     | McLaren-Mercedes           | 19     | +18.863               | 4    | 5      |
| 5                  | 11  | Sergio Pérez     | Red Bull Racing-Honda RBPT | 19     | +22.928               | 7    | 4      |
| 6                  | 55  | Carlos Sainz jr. | Ferrari                    | 19     | +28.307               | 6    | 3      |
| 7                  | 10  | Pierre Gasly     | Alpine-Renault             | 19     | +32.403               | 9    | 2      |
| 8                  | 63  | George Russell   | Mercedes                   | 19     | +34.250 *1            | 11   | 1      |
| 9                  | 23  | Alexander Albon  | Williams-Mercedes          | 19     | +34.567               | 8    |        |
| 10                 | 81  | Oscar Piastri    | McLaren-Mercedes           | 19     | +42.403               | 5    |        |
| 11                 | 31  | Esteban Ocon     | Alpine-Renault             | 19     | +44.986               | 13   |        |
| 12                 | 3   | Daniel Ricciardo | AlphaTauri-Honda RBPT      | 19     | +45.509               | 10   |        |
| 13                 | 14  | Fernando Alonso  | Aston Martin-Mercedes      | 19     | +49.086               | 12   |        |
| 14                 | 22  | Yuki Tsunoda     | AlphaTauri-Honda RBPT      | 19     | +49.733               | 19   |        |
| 15                 | 27  | Nico Hülkenberg  | Haas-Ferrari               | 19     | +56.650               | 16   |        |
| 16                 | 77  | Valtteri Bottas  | Alfa Romeo-Ferrari         | 19     | +1:04.401             | 18   |        |
| 17                 | 24  | Zhou Guanyu      | Alfa Romeo-Ferrari         | 19     | +1:07.972 *2          | 15   |        |
| 18                 | 207 | Kevin Magnussen  | Haas-Ferrari               | 19     | +1:11.122             | 17   |        |
| 19                 | 2   | Logan Sargeant   | Williams-Mercedes          | 19     | +1:11.449             | 20   |        |
| DNF                | 18  | Lance Stroll     | Aston Martin-Mercedes      | 16     | Remmen                | 14   |        |
| Bron: formula1.com |     |                  |                            |        |                       |      |        |

S Max Verstappen reed in ronde 2 de snelste ronde in 1:39.060 maar in de sprint levert dit geen extra punt op.

*1 George Russell eindigde als zevende maar kreeg een tijdstraf van vijf seconden vanwege het buiten de baan inhalen.

*2 Zhou Guanyu eindigde als zestiende maar kreeg een tijdstraf van vijf seconden vanwege het buiten de baan inhalen.

## Wedstrijd
Max Verstappen behaalde de vijftigste Grand Prix-overwinning in zijn carrière.
| Pos.               | Nr. | Coureur          | Constructeur               | Rondes | Tijd / Oorzaak Uitval | Grid | Punten |
| ------------------ | --- | ---------------- | -------------------------- | ------ | --------------------- | ---- | ------ |
| 1                  | 1   | Max Verstappen   | Red Bull Racing-Honda RBPT | 56     | 1:35:21.362           | 6    | 25     |
| 2                  | 4   | Lando Norris     | McLaren-Mercedes           | 56     | +10.730               | 2    | 18     |
| 3                  | 55  | Carlos Sainz jr. | Ferrari                    | 56     | +15.134               | 4    | 15     |
| 4                  | 11  | Sergio Pérez     | Red Bull Racing-Honda RBPT | 56     | +18.460               | 9    | 12     |
| 5                  | 63  | George Russell   | Mercedes                   | 56     | +24.999               | 5    | 10     |
| 6                  | 10  | Pierre Gasly     | Alpine-Renault             | 56     | +47.996               | 7    | 8      |
| 7                  | 18  | Lance Stroll     | Aston Martin-Mercedes      | 56     | +48.696               | Pit  | 6      |
| 8                  | 22  | Yuki Tsunoda     | AlphaTauri-Honda RBPT      | 56     | +1:14.385             | 11   | 5S     |
| 9                  | 23  | Alexander Albon  | Williams-Mercedes          | 56     | +1:26.714             | 15   | 2      |
| 10                 | 2   | Logan Sargeant   | Williams-Mercedes          | 56     | +1:27.998             | 16   | 1      |
| 11                 | 27  | Nico Hülkenberg  | Haas-Ferrari               | 56     | +1:29.904             | Pit  |        |
| 12                 | 77  | Valtteri Bottas  | Alfa Romeo-Ferrari         | 56     | +1:38.601             | 13   |        |
| 13                 | 24  | Zhou Guanyu      | Alfa Romeo-Ferrari         | 55     | +1 ronde              | 12   |        |
| 14                 | 20  | Kevin Magnussen  | Haas-Ferrari               | 55     | +1 ronde              | Pit  |        |
| 15                 | 3   | Daniel Ricciardo | AlphaTauri-Honda RBPT      | 55     | +1 ronde              | 14   |        |
| DNF                | 14  | Fernando Alonso  | Aston Martin-Mercedes      | 48     | Bodemplaat            | Pit  |        |
| DNF                | 81  | Oscar Piastri    | McLaren-Mercedes           | 10     | Radiator              | 10   |        |
| DNF                | 31  | Esteban Ocon     | Alpine-Renault             | 6      | Botsingschade         | 8    |        |
| DSQ                | 44  | Lewis Hamilton   | Mercedes                   | 56     | +2.225 *2             | 3    |        |
| DSQ                | 31  | Charles Leclerc  | Ferrari                    | 56     | +24.662 *2            | 1    |        |
| Bron: formula1.com |     |                  |                            |        |                       |      |        |

S Yuki Tsunoda reed voor de eerste keer in zijn carrière een snelste ronde en behaalde hiermee een extra punt.

*1 Alexander Albon kreeg een tijdstraf van vijf seconden voor het te vaak buiten de baan rijden, dit had geen gevolgen voor zijn positie in de einduitslag.

*2 Lewis Hamilton en Charles Leclerc, die respectievelijk als tweede en zesde eindigden, werden gediskwalificeerd omdat een deel van de bodemplaat te veel slijtage vertoonde.

## Tussenstanden wereldkampioenschap
Betreft tussenstanden voor het wereldkampioenschap na afloop van de race.

### Coureurs
| Pos. | Nr. | Coureur          | Constructeur               | Punten |
| ---- | --- | ---------------- | -------------------------- | ------ |
| 1    | 1   | Max Verstappen   | Red Bull Racing-Honda RBPT | 466    |
| 2    | 11  | Sergio Pérez     | Red Bull Racing-Honda RBPT | 240    |
| 3    | 44  | Lewis Hamilton   | Mercedes                   | 201    |
| 4    | 14  | Fernando Alonso  | Aston Martin-Mercedes      | 183    |
| 5    | 55  | Carlos Sainz jr. | Ferrari                    | 171    |
| 6    | 4   | Lando Norris     | McLaren-Mercedes           | 159    |
| 7    | 16  | Charles Leclerc  | Ferrari                    | 151    |
| 8    | 63  | George Russell   | Mercedes                   | 143    |
| 9    | 18  | Oscar Piastri    | McLaren-Mercedes           | 83     |
| 10   | 31  | Pierre Gasly     | Alpine-Renault             | 56     |

### Constructeurs
| Pos. | Constructeur               | Punten |
| ---- | -------------------------- | ------ |
| 1    | Red Bull Racing-Honda RBPT | 706    |
| 2    | Mercedes                   | 344    |
| 3    | Ferrari                    | 322    |
| 4    | McLaren-Mercedes           | 242    |
| 5    | Aston Martin-Mercedes      | 236    |
| 6    | Alpine-Renault             | 100    |
| 7    | Williams-Mercedes          | 26     |
| 8    | Alfa Romeo-Ferrari         | 16     |
| 9    | Haas-Ferrari               | 12     |
| 10   | AlphaTauri-Honda RBPT      | 10     |